# Aeroportul Trinidad
Aeroportul Trinidad (IATA: TDA, ICAO: SKTD, SQPI) este un aeroport din Casanare⁠(d), Columbia ce deservește zona Trinidad⁠(d). Aeroportul a fost tranzitat în 2021 de 26 de pasageri.
Situat la o altitudine de 198 m, aeroportul dispune de o singură pistă.